# Javor (montagne de Serbie)
Pour les articles homonymes, voir Javor.
Le mont Javor (en serbe cyrillique : Јавор) est une montagne de Serbie. Son point culminant, le Vasilin Vrh, s'élève à une altitude de 1 519 m.

## Géographie
Le mont Javor est situé à l'ouest de la Serbie centrale, au sud-ouest d'Ivanjica, à l'est de Nova Varoš et au nord-est de Sjenica. Il est bordé par les monts Čermenica au nord, Zlatar à l'ouest et au sud et Golija à l'est. Il est séparé du Zlatar par la rivière Uvac, avec les lacs de retenue de Zlatar et de Sjenica, ainsi que par la Vapa, un affluent de l'Uvac. La Moravica le sépare des monts Golija. La rivière Kladnica, qui prend sa source sur la montagne, se jette dans l'Uvac à la hauteur du lac de Sjenica. Outre le Vasilin Vrh, les pics les plus importants du Javor sont le Veliki Borovac (1 468 m), le Kovilje (1 389 m) et la Gradina (1 309 m).

## Infrastructures et localités
Le mont Javor est traversé par une route régionale qui relie Ivanjica et Sjenica. Quelques villages sont situés sur la montagne, comme Kušići (555 hab.) Jankov Vrh, Kladnica (362 hab.), Ponorac (186 hab.) et Ursule, qui, du nord au sud, se trouvent le long de l'axe principal de communication du secteur,. Le monastère orthodoxe de Kovilje est situé au pied du mont éponyme.